# 오닌의 난
오닌의 난(일본어: 応仁の乱)은 일본 무로마치 시대인 오닌 원년(1467년) 1월 2일에 일어난, 쇼군 후계 문제를 둘러싸고 지방의 슈고 다이묘(守護大名)들이 교토(京都)에서 벌인 항쟁이다. 사건의 발생 시점의 연호를 따서 오닌의 난으로 불리는 것이 통상이지만, 주요 사건의 대부분이 분메이(文明) 연간에 걸쳐 있었다 하여 오닌·분메이의 난(일본어: 應仁・文明の亂)이라고 불리기도 한다.
무로마치 막부 쇼군 아시카가 요시마사의 일관성 결여(애초에 동생 요시미를 후계자로 정했는데 뒤늦게 아들을 얻자 이를 번복한 점)에서 비롯되었다. 이에 무로마치 막부의 간레이케(管領家)였던 호소카와 가쓰모토, 요시미를 지지함)와 야마나 모치토요, 요시마사의 아들을 지지함)의 대립이 표면화되면서 지방의 유력한 슈고 다이묘들도 속속 어느 한쪽에 가담하였는데, 이는 다시 영토를 확장하고자 하는 다이묘들의 의도와도 맞물려 있었다. 난은 규슈 등 일부를 제외한 대부분의 지역으로 확대되었고, 막부나 슈고 다이묘의 쇠퇴를 가속화시켰다.
이를 통해 무로마치 막부 체제는 센고쿠 시대로 전환되었고, 1세기 남짓 각지에서 다이묘들이 서로 항쟁하였다. 또한 주요 전장이 된 교토가 폐허가 된 것을 비롯해 전국이 괴멸적인 피해를 입고 황폐해지게 된다.

## 배경

### 시대 배경
당시 무로마치 시대를 관통한 키워드는 「구세력의 몰락과 신흥세력의 대두」였다. 소위 '명문'으로 손꼽히던 무가(武家) ・ 공가(公家)를 비롯한 기존의 지배세력은 가마쿠라(鎌倉) 후기부터 농업 생산력 향상에 힘입어 성장한 고쿠진(國人) ・ 상인 ・ 농민 등에 의해 차츰 그들의 기득권을 침식당하고 있었고, 이러한 사정은 무로마치 막부의 권력자층을 형성하고 있던 슈고 다이묘들 또한 마찬가지였다.
무로마치 막부는 이들 슈고 다이묘들에 의한 합의제 연합정권이었다. 3대 쇼군 요시미쓰(義光), 6대 쇼군 요시노리(義敎) 때를 제외하면 성립 초기부터 쇼군의 권력기반은 몹시 취약했고, 슈고 다이묘로 대두한 슈고다이(守護代)나 유력 가신들의 영향력이 더 강했다. 더구나 가독(家督) 상속 방식이 정해지지 않아, 막부와 슈고 다이묘 집안 사이의 후계자 문제를 비롯한 집안 싸움이 일어나기 쉬운 환경이었다.

### 쇼군 요시마사의 나태함
남북조 시대(南北朝時代)의 혼란이나 유력 슈고 다이묘들의 반란을 수습한 3대 쇼군 아시카가 요시미쓰 · 4대 쇼군 요시모치(義持)의 대에 무로마치도노(室町殿) 즉 막부의 쇼군을 추대할 슈고들의 연합체로서 슈쿠로(宿老) 정치가 확립되었다. 6대 쇼군으로 추대되었던 요시노리는 슈고 다이묘를 억누르고 쇼군의 권력을 강화하는 등의 전제정치를 펼치다 가키쓰(嘉吉) 원년(1441년)에 아카마쓰 미쓰스케(赤松満祐)에게 암살되고(가키쓰의 난), 요시노리의 적자 요시카쓰(義勝)가 9세의 나이로 7대 쇼군이 되었으나 1년도 안 되어 급서, 요시카쓰의 친동생 요시마사가 하타케야마 모치쿠니(畠山持國) 등의 추대로 8세에 쇼군직을 이어받고, 분안(文安) 6년(1449년)에 정식으로 쇼군에 취임했다.
요시마사는 어머니 히노 시게코(日野重子)나 유모 이마마이리노 쓰보네(今参局), 가재(家宰) 이세 사다치카(伊勢貞親)나 기케이 신즈이(季瓊真蘂) 등 주변 인물들의 영향으로 변덕스러운 성격으로 성장했고, 취임 초기에는 적극적인 정치 활동을 보이기도 했지만 측근과 슈고 다이묘 사이의 대립으로 정치적 혼란이 계속되자 다도와 정원 꾸미기, 사루가쿠(猿樂) 등의 예능에 빠져 막부의 정치를 등한시했고, 가쓰모토 · 시시키케(四職家)의 야마나 소젠(山名宗全, 야마다 모치토요), 요시마사의 정실 히노 도미코(日野富子) 등에 의해 막부 정치가 좌지우지되는 가운데 쓰치잇키(土一揆)라 불리는 농민반란의 빈발과 같은 정치 혼란에 싫증을 느낀 요시마사는 조로쿠(長祿) 3년(1459년)부터 간쇼(寬正) 2년(1461년)에 걸쳐 일본 전국을 덮친 대기근(조로쿠 · 간쇼의 기근)에도 대책을 베풀지 않는 등 아예 쇼군직을 버리고 은거할 생각에만 빠져 있었다. 후술할 쇼군 후계자 문제도 하루빨리 양위하기 위해 벌인 소동으로 추정된다.

### 쇼군 후계자 대립과 가쓰모토와 소젠의 대립

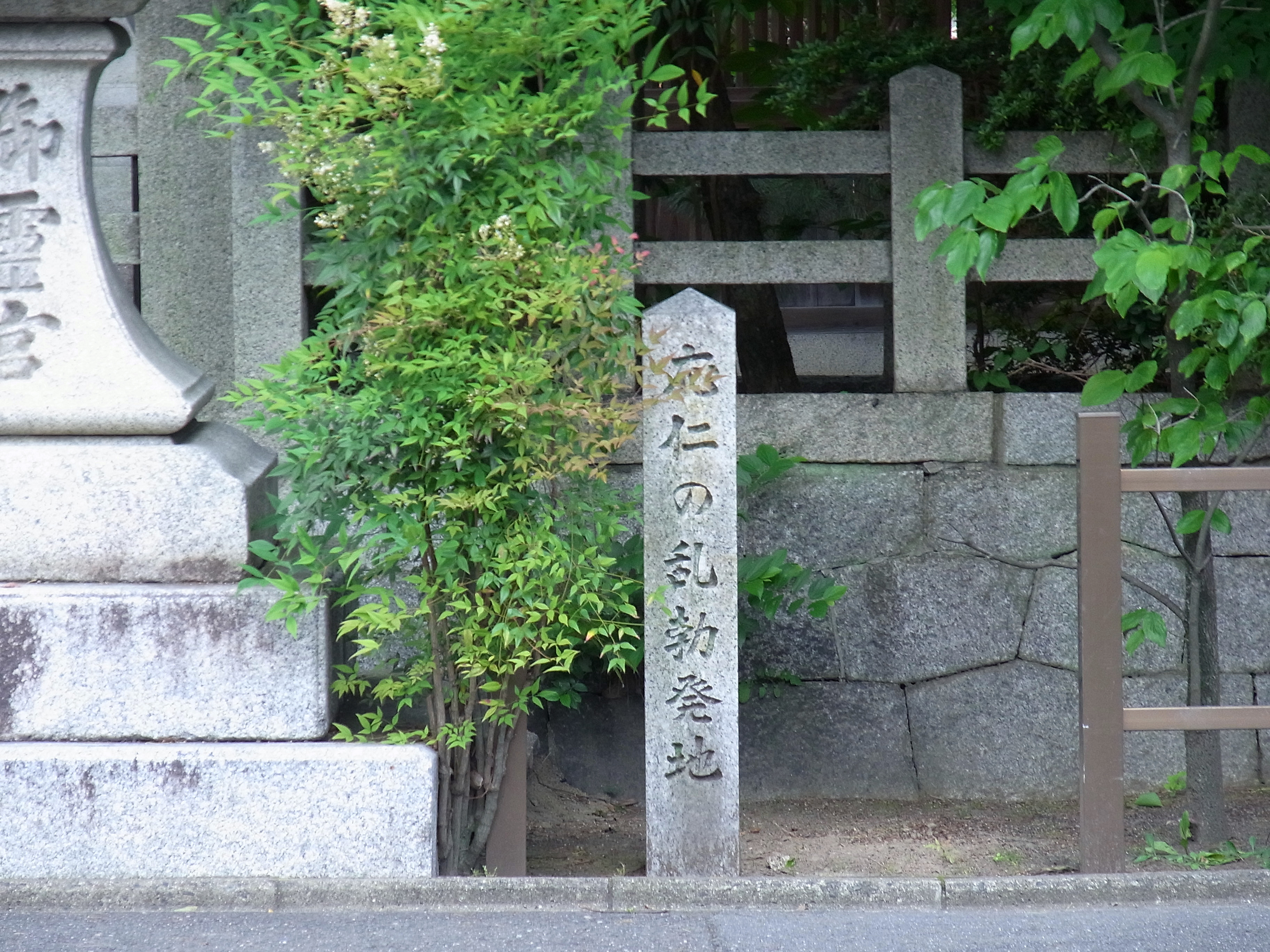
오닌의 난 발발지에 세워진 비석

오닌의 난의 직접적인 계기는 차기 쇼군 자리를 두고 요시미와 요시히사의 대립과 거기에 동조한 다이묘들 사이의 갈등에서 시작한다
죠로쿠 2년(1458년), 가쓰모토는 경쟁자 소젠의 세력을 약화시키고자, 앞서 죠로쿠의 변에서 아카마쓰 집안의 옛 가신이 공적을 세웠다며 아카마쓰 마사노리(赤松政則)를 가가(加賀)의 슈고로 임명했는데, 앞서 기키쓰의 난 진압에 공을 세웠던 소젠은 주모자인 아카마쓰 집안의 재흥에 반대하여 양자는 격렬하게 대립했고, 후에 가쓰모토가 양자로 소젠의 막내아들인 도요히사(豊久)를 폐적시킨 것이 오닌의 난의 요인이 되었다고 여겨지고 있다. 하지만 분안 4년(1447년)에 가쓰모토가 소젠의 양녀를 정실로 삼은 이래 두 사람은 줄곧 제휴관계에 있었고, 후에 하타케야마 집안의 가독 싸움에서 협조하는 등 가쓰모토가 소젠을 돕는 활동도 벌였으며, 두 사람의 대립은 간죠 6년(1465년)부터 두 사람이 화해하게 되는 분메이 6년(1474년) 사이였고 굳이 이 두 사람의 대립을 오닌의 난의 요인으로 보는 견해는 《오닌기》의 서술에 따른 것이라는 견해도 제기되고 있다.
간쇼 5년(1464년) 11월 26일(12월 24일), 쇼군 아시카가 요시마사는 죠도지(淨土寺)의 승려가 된 동생 아시카가 기신을 환속시켜 이름을 아시카가 요시미(足利義視)로 고치고, 차기 쇼군 호계자로 임명한 뒤 가쓰모토를 후견인으로 붙여준다 이마데가와 저택(今出川邸)으로 옮겼다. 기신은 비록 형이 아직 자녀가 없었지만 당시 요시마사의 나이가 29살밖에 되지 않아서 얼마든지 아들을 볼 가능성이 높았음으로 형 요시마사의 쇼군직 양위를 줄곧 사양했지만, "향후 아들을 얻더라도 승문(僧門)에 들이고 내 뒤를 잇게 할 생각은 없다"는 서약문까지 쓰면서 요시마사가 설득하여 쇼군 후계자가 되었다고 전해진다.
간쇼 6년(1465년) 11월 23일(양력 12월 11일), 요시마사와 도미코와의 사이에 아들 요시히사(義尚, 후에 요시히로로 개명함)가 태어난다. 도미코는 자신의 아들을 쇼군에 앉히려던 소젠에게 접근, 요시미의 쇼군직 취임을 저지하려는 암약을 벌였다. 요시미의 후견인이었던 가쓰모토와 요시히사를 미는 소젠의 대립은 격화되고, 막부의 가독 싸움은 졸지에 전국의 슈고 다이묘를 가쓰모토파와 소젠파로 갈라놓았다.(하지만 요시히사가 태어나기 전부터 이미 소젠은 여러 다이묘들과 파벌을 형성하고 있었고, 요시히사가 아닌 요시미와 결합되고 있었던 것으로 보인다)

### 다이묘 집안의 내분
이 무렵 유력 다이묘 가문에서는 가문을 통솔하는 가독 자리를 두고 심각한 내분이 발생하고 있었다
대표적인 사례가 산간레이(三管領)의 하나로 손꼽히던 유력 다이묘 가문 하타케야마 가문의 내분으로 당시 가문의 가독 하타케야마 모치쿠니는 원래 동생 모치토요(持富)에게 가독을 물려주기 위해 모치토요를 자신의 양자로 맞아들였는데, 에이쿄(永享) 9년(1437년)에 친아들 요시나리(義就)가 태어나자 분안 5년(1448년)에 모치토요를 폐적시켜 버리고 친아들 요시나리를 후계자로 교체한 뒤 2년뒤에는 요시나리를 하타케야마 가문의 가독을 승계한다. 하지만 하타케야마 집안의 가신이던 진보(神保)씨 ・ 유사시(遊佐)씨 가문은 요시나리의 가독 승계를 인정할 수 없었으며 이에 사망한 모치토요의 아들인 미사부로(弥三郞)를 가독으로 옹립하고자 계획한다(모치토요는 1452년에 이미 서거) 
교토쿠(享德) 3년(1454년) 그러나 미사부로파의 계획은 발각되어 4월 3일에 하타케야마 모치쿠니가 진보 구니무네(神保国宗)를 주살하며 직접적인 숙청을 시작하자 하타케야마 미사부로와 그 형제 하타케야마 마사나가(畠山政長)는 가쓰모토와 소젠에게로 달아났다. 가쓰모토와 소젠 그리고 하타케야마씨 가신들 대부분의 지지를 얻어 8월 21일에 미사부로파는 모치쿠니의 저택을 습격해 모치쿠니는 8월 28일에 은거하고 요시나리는 교토에서 쫓겨나면서, 쇼군 요시마사로부터 미사부로가 가독 계승을 인정받았다. 그런데 이과정에서 미사부로를 숨겨주었던 가쓰모토의 가신들에 대해서도 처형 명령이 내려진 것에 소젠은 격노하여 가쓰모토와 요시마사에 대해 반발하는 일이 있었는데 쇼군 요시마사가 야마나 소젠을을 지시 명했으나 가쓰모토가 탄원으로 소젠이 다지마(但馬) 지역에 은거하는 것으로 처분이 결정되어 12월 6일에 소젠이 다지마 지역으로 낙향한다, 그러나 12월 13일 하타케야마 요시나리는 다시 군세를 이끌고 교토로 들어와 미사부로를 내쫓았고, 향덕 4년(1455년) 3월 26일(양력 4월 12일)에 전임 가독이자 실권자인 하타카야마 모치쿠니가 사망하면서 다시 하타케야마 집안의 가독이 된 요시나리는 미사부로파 세력에 대한 탄압을 행했다. 하지만 이러한 탄압에 수반된 군사행동을 대부분 쇼군 요시마사와의 상의를 거친 것이라고 사칭하는 바람에 차츰 요시마사의 신임을 잃어갔고, 결정적으로 가쓰모토의 영지인 야마시로(山城)의 기쓰(木津)지역을 공격하면서 가쓰모토의 눈밖에 났다. 요시나리를 내쫓기 위해 미사부로를 옹립할 계획을 세우는 가쓰모토와는 달리, 죠로쿠 2년에 사면되어 요시나리와 함께 야하타(八幡)의 신인(神人) 토벌에 나서기도 했던 소젠은 요시나리에 대한 우호적인 입장으로 변해 있었다.
죠로쿠 3년(1459년) 가까스로 사면받아 교토로 올라온 하타케야마 미사부로가 곧바로 사망하자 가쓰모토는 미사부로파 가신단과 함께 마사나가를 하타케야마 집안의 가독으로 추대했고, 간죠 원년(1460년) 9월 20일에는 쇼군 요시마사도 마사나가의 가독 승계를 인정하면서 요시나리는 추방되었다. 이에 요시나리는 가와치(河內) 지역의 악산성(嶽山城)에서 농성하며 항전했고, 쇼군 요시마사의 토벌군이 악산성을 공격해 간죠 4년(1463년) 4월 15일에 성이 함락되자 다시 기이(紀伊)를 거쳐 요시노(吉野)로 달아났다가 그 해 8월(쇼군 요시마사의 어머니가 사망)에 내려진 대사면령으로 사면되었다. 사면을 주도한 것은 쇼군의 측근인 이세 사다치카였는데, 마찬가지로 사면령 덕분에 운좋게 사면된 시바 요시토시(斯波義敏)의 첩이 바로 사다치카의 첩과 자매지간이었다는 점에서 가쓰모토와의 대립에서 나온 것으로 보인다.
이러한 막부와 조정의 일관성없는 대응을 두고 당시에는 "공무(公武)의 성패 등 여러 일에 정체(正體)가 없다(公武御成敗諸事正体無し)"는 비판도 나왔지만, 당시 쇼군 요시마사는 가마쿠라를 거점으로 간토에서 막부에 맞서고 있던 가마쿠라 구보(鎌倉公方) 아시카가 나리우지(足利成氏)를 치기 위해 새로운 가마쿠라 구보로서 이복형 마사토모(政知)를 죠로쿠 원년(1457년)에 간토로 파견했으나 실패하고, 다시 시바 요시토시를 비롯한 나리우지 추토군을 파견하려 했으나 요시토시가 집사 가이 쓰네하루(甲斐常治)와 내란을 일으키는 바람에 요시토시를 내치고 그의 아들인 마쓰오마루(松王丸)를 새로운 시바 집안의 당주로 앉혔었다. 간죠 2년(1461년)에 다시 마쓰오마루의 먼 친척인 시바 요시카도(斯波義廉)가 쇼군 요시마사에 의해 새 가독이 되는데, 이 요시카도의 아버지 시부카와 요시카가미(渋川義鏡)가 바로 아시카가 마사토모의 집사였고, 이를 기회로 마사토모가 있던 이즈(伊豆) 호리코시 구보(堀越公方)의 군사력 강화를 꾀하려다 요시카가미가 간토의 막부측과 대립하다 실각하면서 대신 요시토시의 복권을 꾀했다는 해석도 있다. 하타케야마씨 집안에 대해서도 당초에는 가쓰모토 · 소젠을 지지하는 미사부로 대신 요시나리를 앉힘으로서 하타케야마씨 집안과의 제휴를 노렸지만, 요시나리가 자신의 뜻을 사칭한 행위를 반복하자 마사나가로 바꾸었으며, 간죠 4년에 요시나리를 사면한 배경에는 요시토시의 사면과 더불어 여러 다이묘들과 맞설 새로운 파벌을 형성하려 했다. 하지만 이러한 구상으로 폐립될 것을 두려워한 요시카도가 소젠과 제휴하고 요시나리와도 연계해 요시토시의 복권을 저지하기 위해 나섰다. 하타케야마씨 집안이나 시바씨 집안뿐 아니라 도가시(富樫氏), 오가사와라(小笠原氏), 롯카쿠(六角氏) 등의 집안에서도 내부 다툼이 벌어졌는데, 막부가 이들 조정에 나섰으나 일관성이 없어 슈고 집안에 분열의 불씨만 남겼다.

## 경과

### 분죠(文正)의 정변과 고료갓센(御靈合戰)
분죠(文正) 원년(1466년) 7월 23일, 쇼군 요시마사는 갑작스럽게 시바씨 종가인 武衛家의 가독 자리를 시바 요시카도에게서 빼앗아 시바 요시토시에게 주었다. 이는 측근 이세 사다치카나 기케이 신즈이 등의 진언을 받아들인 것이었다. 8월 25일에는 에치젠(越前) ・ 오와리(尾張) ・ 도토미(遠江)의 슈고직까지 주었는데, 요시카도와 연척이었던 소젠은 슈고 다이묘 잇시키 요시나오(一色義直)나 도키 시게요리(土岐成賴) 등과 함께 요시카도를 지지했고, 여기에 사다치카가 모반 소문을 띄워 요시미의 추방 및 암살을 꾀하자 요시미의 후견인이던 가쓰모토는 소젠과 함께 9월 6일, 사다치카를 오미로 추방해버렸다(분죠의 정변). 정변에 말려든 신즈이나 요시토시, 아카마쓰 마사노리 등도 잠시 실각하여 교토에서 쫓겨났다. 14일에 다시 가독 자리는 요시카도에게 돌아왔다. 이에 요시나리는 소젠의 지원을 받아 12월에 갑자기 대군을 거느리고 교토로 올라와 센본지소인(千本地蔵院)에 진을 쳤다. 
분죠 2년(1467년) 1월 2일(양력 2월 6일), 소젠의 회유에 쇼군 요시마사는 당시 간레이직에 있던 마사나가나 가쓰모토의 제지도 받지 않고 쇼군 관저의 무로마치정(室町亭)에 요시나리를 불러들였다. 나아가 정월 항례로서 예정되어 있던 간레이 저택에 대한 '오나리(御成)' 의식이 쇼군 요시마사에 의해 중지되고, 사흘 뒤인 5일에 요시나리는 소젠 저택에서 열린 주연에 출석했다. 그 자리에서 요시마사는 요시나리의 하타케야마씨 집안 가독 계승을 인정하고 마사나가에게 가스가 마리 소로(春日万里小路)의 저택을 넘겨줄 것을 요구했고, 반발한 마사나리가 간레이직을 사임하자 소젠을 지지하는 시바 요시카도가 후임으로 간레이에 취임했다. 가쓰모토는 하나노 고쇼(花の御所)을 점거하고 요시마사가 요시나리 추토령을 내리도록 하려 하지만, 사전에 이를 찰지한 히노 도미코가 소젠에게 정보를 흘리는 바람에 실패했다. 소젠도 자신의 집 주변에 동맹 슈고 다이묘의 군사를 불러모아 고쇼와 무로마치정을 포위하고, 쇼군 요시마사에게 마사나가나 가쓰모토 등의 추방을 신청해 왔다. 요시마사는 가쓰모토의 추방을 허락하지 않으면서도 여러 다이묘들이 어느 한 편에 가담하지 않는다는 조건으로 요시나리가 마사나가를 공격하는 것을 인정했고, 1월 18일(2월 22일)에 마사나가는 자신의 저택에 불을 지르고 군사를 거느린 채 가미고료 신사(上御靈神社)에 진을 쳤다. 요시나리는 고쓰치미카도 천황(土御門天皇)이나 고하나조노 상황(後花園上皇), 후시미노미야(伏見宮) 사다쓰네 친왕(貞常親王) 이 세 사람을 한 수레에 밀어넣고 무로마치정으로 피신시켰다. 하타케야마씨 집안의 사투(私鬪)에 어느 한쪽 편을 들거나 하지 말 것을 지시했던 쇼군 요시마사의 명령과는 다르게 소젠이나 시바 요시카도, 야마나 마사토요(山名政豊), 아사쿠라 다카카게(朝倉孝景) 등은 요시나리에 가세했고, 반대로 쇼군 요시마사의 명령을 지켜 원병을 내지 않은 가쓰모토는 '궁시(弓矢)의 도(道)'를 저버렸다는 호된 비난에 시달렸다.
마사나가가 진을 친 가미고료 신사는 대나무 숲으로 둘러싸여 서쪽에는 호소카와 강(細川)이 흐르고 남쪽에는 쇼코쿠사(相國寺)의 도랑이 위치한 곳이었다. 요시나리측은 샤카도(釈迦堂)에서 출병해 정장을 공격했다(고료캇센). 싸움은 저녁때까지 계속되었고 결국 마사나가가 먼저 밤중에 신사에 불을 지르고 자신이 자해한 것처럼 보이게 한 뒤 도주했다(가쓰모토의 저택에 숨었다고 한다). 고료캇센은 하타케야마씨 집안의 사적인 싸움처럼 보였지만 사실은 소젠이 호소카와파를 배척하고자 벌인 사실상의 쿠데타였다. 무로마치정이 야마나씨군에 점거되면서 가쓰모토는 일단 막부 정치의 중추에서 배제된 것으로 보였지만, 가쓰모토는 그 뒤로도 교토에 계속 머무르면서 비상사태를 구실로 호소카와 교조케(京兆家)의 당주로서 독자적으로 군세 독촉장이나 표창장의 발급 및 군충장의 판결 등의 일을 자신이 거느린 다이묘나 고쿠진들을 상대로 실시하고 있었다(이들은 본래는 간레이의 직무이다).

### 전야(前夜)

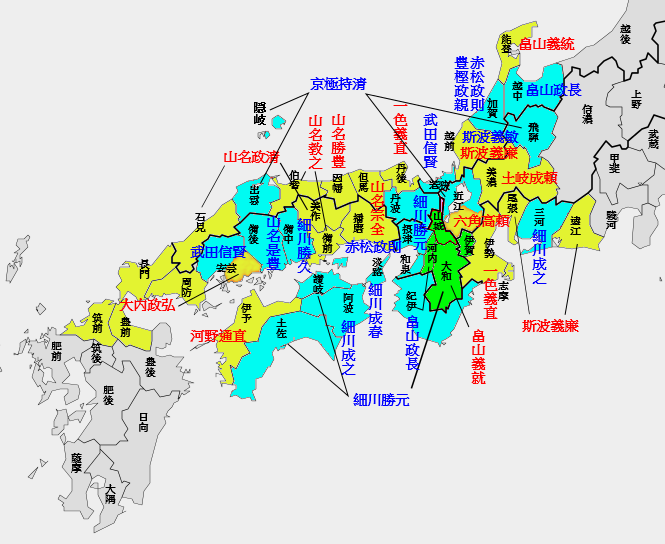
오닌 원년의 세력도. (푸른색: 동군, 황색: 서군, 황록색: 내부분열)

고료캇센이 있은 뒤 가쓰모토는 자신의 영지가 있던 시코쿠(四國) 등 9개 구니의 군사들을 교토에 집결시키는 등 긴장은 더욱 높아졌다. 3월 5일에는 연호가 분죠에서 오닌으로 바뀌고, 4월에 이르러 호소카와씨측의 군사가 야마나씨측의 연공미를 약탈하는 사건이 연달아 일어나면서 아시카가 요시미가 조정을 시도하기도 했다. 교토에서는 호소카와씨측의 군사가 우지(宇治)나 요도(淀) 등의 강에 놓인 다리를 불태우고 사방의 성문을 봉쇄했다. 5월에는 가쓰모토파로 원래의 하리마국 슈고 집안인 아카마쓰 마사노리가 하리마로 쳐들어가 야마나씨를 내쫓고 하리마를 탈환했다. 또한 다케다 노부카타(武田信賢), 호소카와 시게유키(細川成之) 등이 와카사(若狭)의 잇시키씨 영지에 침공하고, 요시토시가 에치젠에 침공했다. 미노 도키씨(美濃土岐氏) 일문인 요야스 마사야스(世保政康)도 잇시키씨 소유의 영지 이세(伊勢)를 공격하고 있다.
5월 26일에 무로마치정의 서쪽에 있던 잇시키 요시나오의 저택 근교의 정실방(正実坊)을 죠신인 고센(成身院光宣)이, 실상원(実相院)을 다케다 노부카타가 점거하고, 뒤이어 다케다 노부카타 · 호소카와 시게유키의 군이 요시나오의 저택을 습격했다. 요시나오는 직전에 탈출했고 그의 저택은 전소되면서 본격적인 교토에서의 싸움이 시작되었다(상경의 싸움). 가쓰모토는 자신이 숨겨주었던 마사나가를 포함한 전국의 동맹자들에게 호소하는 한편, 무로마치정을 전화에서 지킨다는 명목으로 쇼군 요시마사 등을 확보, 자신의 저택인 이마데가와에 본진을 두었다. 무로마치정을 탈환한 가쓰모토 등은 서군측에 가담한 막부 부교닌(奉行人)들의 책임을 추궁하여 6월 11일에 은상 관련 문제를 관할하고 있던 이이오 다메카즈(飯尾為数)가 살해되고, 8월에는 만도코로(政所)의 집사 대리(執事代) 이세 사다후지(伊勢貞藤, 사다치카의 남동생)가 쫓겨났다. 소젠 등은 5월 20일에 효조(評定)를 열어 고쓰지미치 오미야(五辻通大宮) 동쪽에 본진을 두었는데, 서군은 간레이인 시바 요시카도의 간레이 하지장(管領下知状)에 따라 지령을 행하고 있었다. 이때 양군의 위치에 따라 호소카와측은 동군(東軍), 야먀나측은 서군(西軍)으로 불렸고, 양측의 병력은 《오닌키》에서는 각기 16만, 11만 이상이었다고 하나 이 수치에 대해서는 과장이 있다는 지적도 나온다. 교토에 집결한 여러 군은 호쿠리쿠(北陸), 신에쓰(信越), 도카이(東海)와 규슈(九州)의 지쿠젠(筑前), 분고(豊後), 부젠(豊前)이 대부분이었으며, 지리적으로는 호소카와씨 집안이 기나이(畿內)와 시코쿠의 슈고를 맡고 있었을 뿐 아니라 그 인근 지역에도 자파를 슈고로 배치하고 있었으므로 동군이 서군보다 우위에 있었다. 서군은 야마나씨를 비롯해 호소카와씨나 그 동맹세력의 대두에 강한 경계심을 품은 세력들이 참가해 있었기에, 쇼군 요시마사의 측근이면서도 다케다 노부카타와의 확집이나 서군쪽으로 도망쳐온 잇시키 요시나오 및 롯카쿠 다카요리(六角高賴) ・ 도키 나리요리(土岐成頼)처럼 형편에 따라 참가하게 된 자들도 많아서 통솔에는 불안요소가 남아있었다(간토나 도호쿠, 규슈 남부 등의 지역은 이미 중앙의 통제에서 이탈해 각지의 유력한 무가 사이의 대규모 분쟁이 발생하고 있어서 중앙의 대란과는 이미 별개의 전란 상태에 돌입해 있었다).

### 본격화된 전쟁

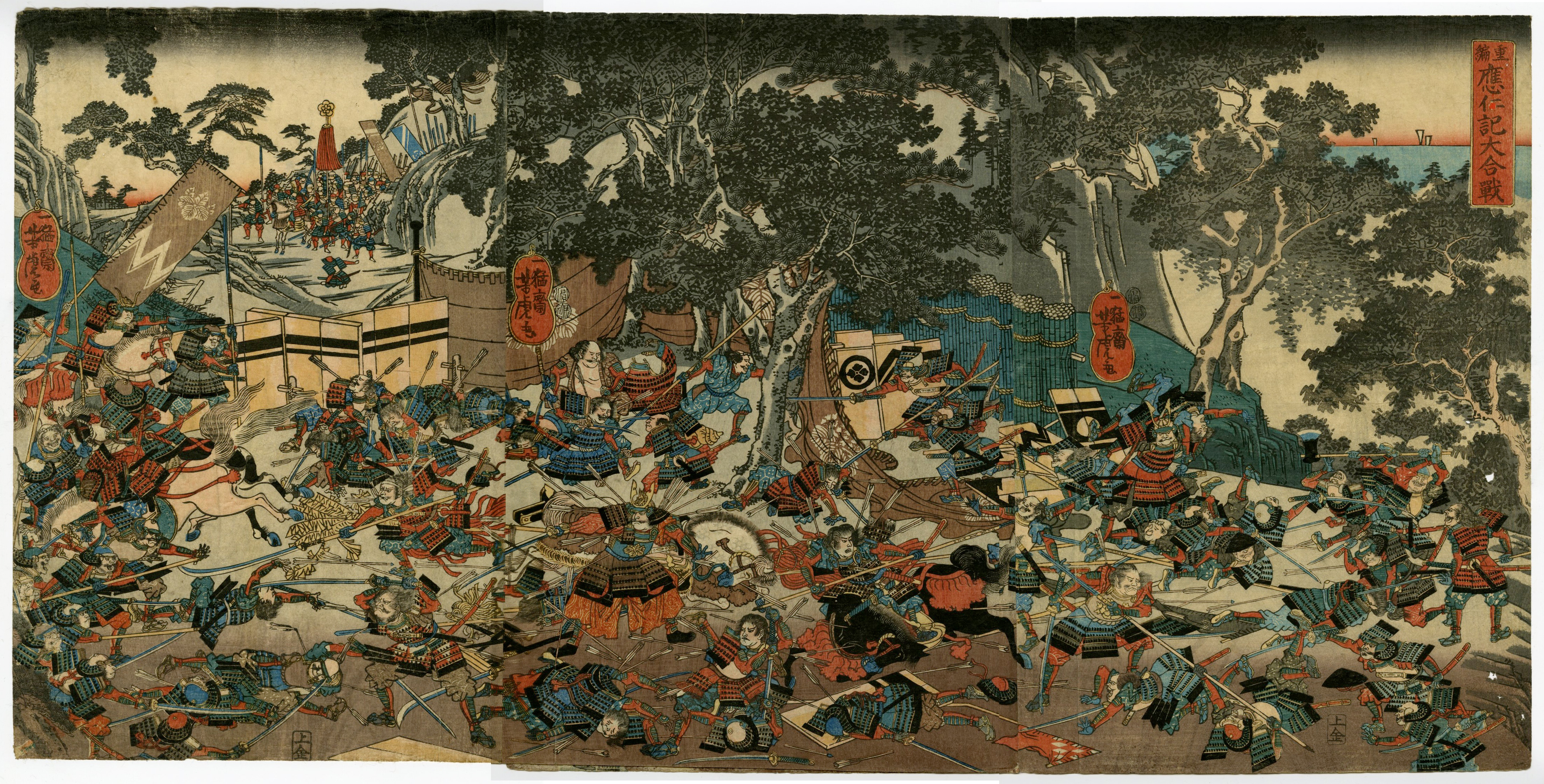
오닌의 난을 묘사한 우타가와 요시토라의 19세기 작품

5월 26일, 소젠 저택의 남쪽에 있던 이치조 오미야(一條大宮)의 호소카와 가쓰히사(細川勝久)의 저택을 시바 요시카도의 부하인 아사쿠라 다카카게, 가이씨 등의 서군이 쳐들어갔다. 응전한 호소카와군과 격전을 벌였고 동쪽에서 원군으로 온 교고쿠 모치키요(京極持淸)를 거꾸로 물리치기도 했다. 거듭 아카마쓰 마사노리가 남하해 오오기마치(正親町)를 지나 이노쿠마(猪熊)를 치고 시바씨의 군을 끌어들이자 호소카와 가쓰히사는 그 틈을 타서 동쪽의 호소카와 시게유키 저택으로 달아났다. 가쓰히사의 저택을 불살라버린 서군은 거듭 시게유키의 저택으로 쳐들어가 스모노데라(雲の寺), 햐쿠만벤(百万遍)의 불전, 혁당(革堂)에도 불을 질러가며 시게유키의 저택을 공격했지만, 동군의 저항으로 결착이 나지 않고 다음 27일에 양군은 물러났다. 이 전투로 북쪽은 후나오카 산(船岡山), 남쪽은 니조 대로까지 타버렸다.
쇼군 요시마사는 28일에 양군에 화목을 명하고 가쓰모토의 군사 행동을 비난하면서 요시나리에게는 가와치로 내려갈 것을 명하는 한편, 이세 사다치카에게 군을 인솔해 교토로 올라오도록 하는 등의 독자적인 움직임을 취하고 있었다. 하지만 6월 3일에 가쓰모토의 요청으로 쇼군의 아기(牙旗)가 동군에 내려지고, 쇼군 요시마사는 요시미에게 서군을 칠 것을 명했다. 6월 8일에는 아카마쓰 마사노리가 이치조 오미야에서 야마나 노리유키(山名教之)를 쳐부수고, 나아가 요시마사의 항복 권고에 동요한 시바 요시카도가 자신의 집에 칩거하자 동군은 요시카네의 저택까지 공격해 들어갔다. 남북으로 니조에서 고료노 가쓰지(御靈の辻)까지, 동서는 오오토네리마치(大舎人町)에서 무로마치까지 불탔다. 이때까지는 교토에 군세를 모으고 있던 동군이 우세했지만, 6월 14일에 야마토(大和)의 후루이치 다네나가(古市胤栄), 19일에 기이의 하타케야마 마사쿠니(畠山政國) 등 서군의 원군이 차례대로 도착하기 시작했고, 8월 23일에는 스오(周防)에서 오우치 마사히로(大內政弘)가 이요(伊予)의 고노 미치하루(河野通春) 등 사이고쿠(西國) 7개 구니의 군세 1만, 2천여 척의 수군을 이끌고 입경하면서 서군은 세력을 회복했다. 이 날 천황과 상황이 무로마치정으로 파천하고 요시미가 교토를 빠져나와 기타바타케 노리토모(北畠敎具)를 의지해 이세로 달아났다. 이 시기를 즈음해 서군은 간레이 하지장을 통해 여러 군의 렌쇼(連署)에 의한 지휘를 실시하기 시작했다.
오우치 마사히로는 8월 중에 후나오카 산에 진을 치고 9월 1일에는 요시나리 · 아사쿠라 다카카게가 쳤던 다케다 세력을 축출, 다케다가 버리고 간 산보인(三寶院)에 불을 질렀다. 6일에 쇼군 요시마사가 거듭 요시나리의 가와치 하향을 명했지만 요시나리는 따르지 않았다. 18일에 교토 교외의 난젠지 산(南禪寺山)에서도 전투가 발생했고(히가시이와쿠라 싸움), 10월 3일에 발생한 쇼코쿠사의 싸움은 양군에 많은 사상자를 낸 격렬한 싸움이었지만 좀처럼 승패가 나지 않았다. 그러나 소실된 쇼코쿠사 터에 시바 요시카도군이 진을 치고 요시나리가 야마나 소젠 저택 서쪽으로 옮기면서 동군은 열세에 몰렸다.
조정에 대해서는 10월 3일에 고하나조노 법황이 고후쿠지(興福寺)에 야마나 소젠의 추토를 명하는 치벌 인센(治罰院宣)을 내린 것 말고도 12월 5일(양력 12월 31일)에 오기마치 산조 긴하루(正親町三条公躬), 하무로 노리타다(葉室教忠) · 미쓰타다(光忠) 부자, 아노 스에토오(阿野季遠) ・ 시미즈타니 사네히사(淸水谷実久) 등 서군파로 몰린 구교의 관직과 작위 박탈이 결정되었다. 그들은 도미코의 친가인 히노 집안과는 대립 관계에 있던 산조 집안의 일족이나, 친척이 대부분 요시미를 지지하고 있던 구교들이었다. 오닌 2년(1468년) 3월 17일에 기타오지 가라스마루(北大路烏丸)에서 오우치 마사히로와 모리 도요모토(毛利豊元) ・ 고바야카와 히로히라(小早川廣平)가 교전하고, 5월 2일에 호소카와 시게유키가 시바 요시카도의 저택을 공격하거나 5월 8일에 가쓰모토가 소젠의 진을 치고, 8월 1일에 가쓰모토의 군사가 쇼코쿠사 터의 요시나리의 진을 공격하는 과정에서 전투 장소는 점차 도성 밖으로 옮겨갔고, 야마시나(山科), 도바(鳥羽), 사가(嵯峨)에서 양군이 교전했다. 이 해에 요시카도는 막부와 적대하고 있던 간토의 아시카가 나리우지에게 화목을 제안하고 소젠과 요시나리가 연명으로 서명한 서신을 보냈다(앞서 막부의 간토 정책의 일환으로서 시바씨의 당주가 된 요시카도였기에 나리우지와 막부의 화목이라는 성과를 올림으로서 가독에 간레이직의 확보를 노린 것으로 보인다). 그러나 요시마사는 독단으로 화목을 도모한 요시카도를 7월 10일에 해임하고 가쓰모토를 간레이로 임명했으며, 요시카도의 가독 지위와 3개 구니의 슈고직도 마루오마루에게 넘겨버렸다(서신을 보낸 달은 2월부터 3월로 추정되어 쇼코쿠사의 싸움의 뒤에 서군이 유리해진 상황에서 요시카도가 움직인 것으로 보인다).
오닌 2년 9월 22일, 이세에 체재하던 요시미는 가쓰모토나 쇼군 요시마사의 설득으로 동군에 가담했다. 교토로 돌아온 요시미는 요시히사파(義尙派)의 히노 가쓰미쓰(日野勝光)의 배척을 요시마사에게 호소했지만 받아 들여지지 않았다. 나아가 윤 10월 16일에는 분쇼의 정변에서 요시미와 대립했던 이세 사다치카가 요시마사에 의해 정무에 복귀하고, 11월 10일에는 의시와 친한 아리마 모토이에(有馬元家)를 살해하는 등 요시마사는 확실하게 요시히사 옹립의 움직임을 보이고 있었다. 가쓰모토도 요시미를 옹립하기 위해 움직이지 않고 오히려 출가를 진행시켜, 요시미는 재차 히에이 산으로 출가해야 했다. 11월 23일(양력 12월 19일), 서군은 히에이 산에 사자를 보내 요시미를 맞아들여 새로운 쇼군으로 추대하고, 오오기마치 산조 긴하루, 하무로 노리타다 등도 이에 편입되어 서군은 '서막부'의 체재를 갖추었고, 요시미가 발급하는 문서에 의해 명령을 내리고 독자적으로 관위를 수여하게 되었다. 한편으로 동군의 '동막부'에서는 히노 가쓰미쓰, 이세 사다치카 등 요시마사 측근 세력이 커져서 분쇼의 정변 이전 상태로 돌아가고 있었다.
가쓰모토로서는 요시미를 굳이 서군에 보냄으로써 소젠에 우호적이었던 히노 도미코를 막부 내에서 고립시키려 했었다고도 추측되고 있는데, 이후 가쓰모토는 서군과의 싸움을 거의 실시하지 않고, 대신 오우치씨와의 전투에 힘을 쏟았다. 이때 오우치 마사히로의 압도적인 군세 앞에 이미 교토가 있는 야마시로는 서군에 의해 제압되었고, 교토내에서는 산발적인 전투만 일어나는 대신 전장은 셋쓰(攝津) ・ 단바(丹波) ・ 야마시로로 옮겨가 있었다. 때문에 동군은 반오우치 활동을 부추겼는데, 분메이 원년(1469년) 오우치씨 집안의 중신으로 문무양도의 명장으로 알려져 있던 마스다 가네타카(益田兼堯)가 이와미(石見)에서 오우치를 배반하고 규슈의 오토모 지카시게(大友親繁) ・ 쇼니 요리타다(少弐頼忠)와 함께 오우치 마사히로의 숙부 노리유키(教幸)를 끼고 서군측의 오우치령에 쳐들어갔고, 분메이 2년(1470년) 2월에는 노리유키 본인이 마사히로에 맞서 반란을 일으키기도 했다. 하지만 이들 반란은 모두 오우치 집안의 스에 히로모리(陶弘護)에 의해 격퇴되었고 오우치 마사히로는 자신의 전력을 따로 끌어올 필요 없이, 7월 무렵까지 야마시로 전역을 서군이 제압할 수 있었던 것이다(노리유키는 분메이 3년 12월 26일에 부젠에서 자결했다). 이후 동서 양군의 싸움은 교착 상태에 빠졌고, 길어진 전란과 도적의 발호는 몇 번이나 전화로 불타버린 교토를 더욱 황폐화시켰다. 교토에 상경해 있던 슈고 다이묘의 영토에까지 전란이 확대되어 다이묘들은 교토에서의 싸움에만 전념할 수가 없었다(슈고 다이묘들이 그토록 얻고자 했던 막부 권력 자체가 이미 떨어질 대로 떨어진 판에 얻을 것은 아무것도 없었다). 차츰 동서 양군의 사이에는 전쟁을 혐오하는 기운이 감돌기 시작했다.

### 전란의 끝
분메이 3년(1471년) 5월 21일, 시바 요시카도의 중신으로 서군의 주력이었던 아사쿠라 다카카게가 요시마사로부터 에치고 슈고직에 보임되어 동군으로 돌아서면서 동군은 결정적으로 유리해졌고, 고가 고보(古河公方) 아시카가 나리우지 추토를 재개할 여유도 생겼다. 한편으로 서군은 옹립을 주저하고 있던 후남조(後南朝) 세력의 오쿠라노미야 황자(小倉宮皇子)라 칭하는 인물을 옹립해 서진남제(西陣南帝)로 삼았으나 곧 내쫓았다. 이 해에 간토의 막부군이 단독으로 나리우지를 물리치고 나리우지의 본거지였던 고가 성(古河城)을 함락시키면서 전세는 서군에 불리하게 돌아갔다(특히 간토에 대한 정책으로 지위를 보전하려던 요시카도의 입장이 위험해졌다) 분메이 4년(1472년)에 이르러 가쓰모토와 소젠 사이에 오가기 시작한 화해 교섭도(평소 소젠의 아들들이 요시나리 지원에 부정적이었던 것이나 야마나 가문 내에서도 전쟁을 혐오하는 감정이 생겨나고 있었던 것이다) 야마나 가문과 대립하던 아카마쓰 마사노리의 저항으로 실패했다. 3월에 가쓰모토는 조카 가쓰유키를 폐적시키고 친자식으로 소젠의 외손자에 해당되는 소메이마루(聡明丸, 호소카와 마사모토)을 옹립한 뒤 삭발했다. 5월에는 소젠이 자살을 기도하다 실패하고 은거하는 사건이 일어났다(사쿠라이 에이지는 이것을 수타의 의사를 전하는 행위로 보았다).
분메이 5년(1473년) 3월 18일(양력 4월 15일)과 5월 11일(양력 6월 6일), 소젠과 가쓰모토가 차례대로 서거하고, 12월 19일(1474년 1월 7일)에는 요시마사가 요시히사에게 쇼군직을 넘기고 은거했다. 막부에서는 요시히사의 생모인 도미코의 세력이 점차 확대되고 요시마사의 실권은 차츰 사라져, 이듬해(1474년) 3월에 요시마사가 오가와(小河)에 새로 지은 저택으로 옮겨가고 무로마치 저택에는 도미코와 쇼군 요시히사 모자만 남게 되었다. 고후쿠지의 벳토(別当)였던 진손(尋尊)은 "천하의 공사가 좋아져 여인에게서 계책이 나오게 되었으며, 구보(요시마사)는 큰 술, 여러 다이묘는 이누가사가게(犬笠懸)와 같이, 천하가 태평한 때와 같이 되었다(天下公事修り、女中御計、公方は大御酒、諸大名は犬笠懸、天下泰平の時の如くなり)"고 평가하였다. 분메이 6년 4월 3일(4월 19일), 소젠의 손자 야마나 마사토요와 호소카와 마사모토 사이에 화목이 성립되었다. 나아가 이 무렵 서군의 잇시키 요시나오의 아들 요시하루(義春)가 요시마사 앞으로 출두하고, 단고 잇시키씨 집안도 동군에 귀순했다. 그 후로도 동군은 하타케야마 마사나가 · 아카마쓰 마사노리, 서군은 하타케야마 요시나리 · 오우치 마사히로를 중심으로 타성적인 소규모 전투를 계속하고 있었다. 한편으로 서군의 도키 나리요리(土岐成頼)의 가신으로 미노의 슈고 대리였던 사이토 묘슌(斎藤妙椿)은 활발한 군사활동으로 미노 · 오오미 · 이세에 출병해, 에치젠에서는 시바 요시카도의 중신 가이 도시미츠(甲斐敏光)와 아사쿠라 다카카게를 서로 화목시켰다. 가이 도시미츠는 이듬해인 7년(1475년) 2월에 도토우미 슈고 대리에 임명되면서 동군으로 돌아섰고, 고립한 요시카도는 11월에 오와리로 내려갔고 그곳에서 요시토시파의 슈고 대리 오다 도시사다(織田敏定)와 충돌, 이후 행방불명된다.
분메이 7년에는 화목의 움직임이 더욱 가속화되어 9월에 요시마사가 오우치 마사히로에게 '세상무위(世上無為)'의 문서를 보내고 12월에는 요시미가 요시마사에게 공순할 것을 맹세했으며 요시마사도 요시미의 죄를 묻지 않겠다고 대답한다. 분메이 9년(1477년) 9월 22일에는 주전파의 한 사람이었던 하타케야마 요시나리가 마사나가를 추토한다는 명분으로 가와치로 내려가고, 오우치 마사히로 등의 여러 다이묘도 11월 11일(양력 12월 16일)에 각기 철수하면서 서군은 사실상 해체되어(서군의 해체는 불과 하루만에 끝났다고 한다), 교토에서의 전투는 수습되었다. 요시미도 도키 나리요리와 함께 미노로 갔다. 9일 뒤 막부에 의해 '천하 태평'의 자축연이 열림으로서 11년에 이르는 오닌의 난은 막을 내렸다.
수십만에 달하는 병사가 교토에 모여 11년에 걸쳐 전투를 계속하고도 타성적으로 싸움을 계속했기에 승패가 나지 않은 채 끝난 전투에서 주요 무장이 전사하는 일도, 전후 슈고 다이묘로서 죄를 추궁받는 일도 없었고, 서군의 최대 세력이었던 오우치 마사히로도 도미코에게 뇌물을 바치고 슈고직을 그대로 유지할 수 있었다. 난이 끝난 뒤에도 마사나가와 요시나리는 서로 싸움을 계속했지만 거듭되는 전란에 지친 야마시로의 고쿠진들은 가쓰모토의 후계가 된 마사모토의 후원까지 얻어 분메이 17년(1485년)에 대규모의 잇키를 일으켜(야마시로 국 잇키) 두 파를 모두 구니 밖으로 내쫓았다. 가가에서도 동군에 참전했던 도가시 마사치카(富樫政親)가 조호(長享) 2년(1488년)에 일어난 가가 잇키로 다카오 성(高尾城)에서 자해하면서 가가는 일시 잇키 세력들이 장악했다. 이는 구체제의 지배하에 있던 신세력의 지속적인 대두를 보여주었다.

## 같이 보기
- 일본의 군사사